# Вельяминов, Тимофей Васильевич
Вельяминов, Тимофей Васильевич (ум. после 1389) — московский окольничий, брат последнего московского тысяцкого, герой Куликовской битвы.
Согласно Пространной летописной повести, был оставлен Дмитрием Донским в Москве вместе с князем Владимиром Андреевичем Серпуховским, для руководства городом на случай осады, а также с целью сбора опоздавших на общий перед битвой сбор войск. Затем они привели опоздавшие на сбор войска к переправе через на Оку где и соединились с основными силами русского войска.
Командовал полком левой руки в битве на Воже (1378), руководил переправой через Оку и действиями большого полка в Куликовской битве (1380). По одной из версий, нашедшей отражение, в частности, в ЭСБЕ, погиб в Куликовской битве, однако, указан вторым (после Дмитрия Боброка) в духовной грамоте Дмитрия Донского (1389).
Почерковедческий анализ подписи и основного текста жалованной великокняжеской тарханной грамоты XIV века, найденной в 1843 году в медном сосуде при проведении земляных работ в Московском Кремле, показал, что и автограф и сам текст грамоты написан Тимофеем Васильевичем. Это единственный известный в настоящее время автограф видного современника Дмитрия Донского.